# Laura Lepistö
Laura Lepistö, född 25 april 1988 i Esbo, är en tidigare finländsk konståkare. Hon är rankad 7:a i världen av International Skating Union.